# Juelz Santana
LaRon James, spíše známý jako Juelz Santana (* 18. února 1983, Harlem, New York, USA) je americký rapper, herec a hudební producent, člen skupiny The Diplomats. Zakladatel labelu Skull Gang Enterteinment a skupiny Skull Gang. Proslul spolupracemi s Cam'ronem, ale při rozkolu Dipsetu v roce 2007 stál již proti němu. Roku 2010 se skupina znovu spojila a Juelz chystá vydat své vlastní album i spolupracovat na novém albu skupiny.
V prosinci 2018 byl odsouzen k 27 měsícím odnětí svobody a roční podmínce za držení drog a nelegální palné zbraně. Do vězení nastoupil v březnu 2019. Nakonec byl propuštěn dříve v srpnu 2020.

## Diskografie

### Studiová alba
| Rok  | Album                                                                                      | Nejvyšší umístění v hitparádě | Nejvyšší umístění v hitparádě | Nejvyšší umístění v hitparádě | Ocenění   |
| Rok  | Album                                                                                      | US 200                        | US Hip-Hop                    | US Rap                        | Ocenění   |
| ---- | ------------------------------------------------------------------------------------------ | ----------------------------- | ----------------------------- | ----------------------------- | --------- |
| 2003 | From Me to U - Vydáno: 19. srpna 2003 - Vydavatel: Diplomat / Def Jam                      | 8                             | 3                             |                               | US: /     |
| 2005 | What the Game's Been Missing! - Vydáno: 22. listopadu 2005 - Vydavatel: Diplomat / Def Jam | 9                             | 1                             | 1                             | US: zlaté |

### Spolupráce
| Rok  | Album                                                                     | Hitparády | Hitparády  | Hitparády | Ocenění |
| Rok  | Album                                                                     | US 200    | US Hip-Hop | US Rap    | Ocenění |
| ---- | ------------------------------------------------------------------------- | --------- | ---------- | --------- | ------- |
| 2009 | Skull Gang (se Skull Gang) - Vydáno: 6. května 2009 - Vydavatel: E1 Music | 142       | 25         | 9         | US: /   |

### Mixtapy
- 2003 - Final Destination
- 2004 - Back Like Cooked Crack Pt. 1
- 2005 - Back Like Cooked Crack Pt. 2
- 2006 - Back Like Cooked Crack Pt. 3
- 2013 - God Willi'n
- 2013 - All We Got Is Us (se SBOE)

### Úspěšné singly
- 2005 - "Mic Check"
- 2005 - "There It Go (The Whistle Song)"
- 2005 - "Oh Yes"

## Filmografie
- 2005 - State Properyty 2
- 2006 - Killa Season